# La Femme du bout du monde
La Femme du bout du monde is een Franse dramafilm uit 1938 van Jean Epstein. De film is gebaseerd op de gelijknamige roman van Alain Serdac uit 1930.

## Verhaal
Op een klein eiland in de Zuidelijke Oceaan is er behalve de herberg van Anna, haar man en hun kind geen leven te bespeuren. De gewetenloze reder Arlanger stuurt zijn bemanning naar het eiland om naar radium te zoeken. Wanneer een van de bemanningsleden Anna naakt in een meer ziet zwemmen, raakt de hele bemanning geïnteresseerd in haar. Iedere avond opnieuw trekken ze met zijn allen naar de herberg en hoewel niemand iets met haar durft ondernemen, houdt iedereen elkaar in de gaten. Dit zorgt voor een gespannen sfeer en wanneer ook een Engels schip op het eiland aanmeert, gaat het van kwaad naar erger.

## Rolverdeling
| Acteur             | Personage      | Opmerkingen                     |
| ------------------ | -------------- | ------------------------------- |
| Charles Vanel      | Durc           | werktuigkundige                 |
| Germaine Rouer     | Anna           |                                 |
| Jean-Pierre Aumont | Robert Jacquet | luitenant                       |
| Alexandre Rignault | Bourrhis       | bootsman                        |
| Philippe Richard   | Sueur          | kapitein                        |
| Jacky Vilmont      | Jimmy          | mousse (jonge zeeman)           |
| Robert Le Vigan    | Arlanger       | reder                           |
| Paul Azaïs         | Molinier       | bediener van de maritieme radio |